# Рабфак (группа)
«Рабфак» (стилизуется как «РабFUCK») — российская музыкальная группа, исполняющая песни с острополитическими и сатирическими текстами. Получила широкую известность во время протестного движения 2011—2012 годов.
Тексты всех песен группы написаны поэтом Александром Елиным, работавшим с группами «Мастер», «Ария», «Шпильки» и другими. По иронии судьбы, Елин также работал и с официозной группой «Поющие вместе», став автором её основного хита «Такого, как Путин!». Автором музыки и вокалистом группы являлся композитор и продюсер Александр Семёнов («Юта», «Михална» и прочие).

## История
Решение о создании группы было принято А. Елиным совместно с А. Семёновым в сентябре 2009 года:

… Два пожилых человека, которые устали от того, что нам всё время подсовывают каких-то молодых и юных и свеженьких по телевизору, решили, что, с в общем, хорошими и правильными песнями может раскрутиться абсолютно любой персонаж — даже нездоровый, толстый, картавый и так далее всё, что можно приписать Семёнову…
… «Рабфак» — это проект неординарный. Надо быть смелым чуваком, даже не для того, чтобы писать это, а выходить на сцену и озвучивать. Высоцкий пел, что настоящих буйных мало, вот и нету вожаков…. Семенов от отчаяния стал буйным…

Отличительной чертой стиля группы является определённое дистанцирование от героев своих песен и персонажей, от чьего лица ведется повествование.
Группа получила широкую известность в 2009—2011 годах, выпустив песни «Новая песня о милиции» и «Наш дурдом голосует за Путина». Последнюю отметил ряд иностранных СМИ; она стала победителем организованного Алексеем Навальным конкурса «Лучшее музыкальное видео против партии жуликов и воров»; лидер партии «ПАРНАС» Борис Немцов назвал её «обнадёживающей новостью». Группа была тепло принята критикой и приглашена на митинг на Болотной площади в декабре 2011 года (который открыла песней «Наш дурдом голосует за Путина»), несмотря на неоднозначное отношение со стороны оргкомитета. В конце 2011 года песня «Наш дурдом голосует за Путина» была спонтанно выдвинута на музыкальный конкурс «Евровидение-2012».
«Рабфак» дважды открывала митинги протеста на Болотной площади и написала ряд сатирических песен о событиях зимы 2011—2012 годов, которые вошли в выпущенный в марте 2012 года дебютный альбом «Наш дурдом».
Осенью 2012 года группа выпустила песню «Хватит кормить Канзас», вызвавшую широкие дискуссии в блогосфере и даже протесты со стороны коммунистов Кавказа.
В январе 2014 года Рабфак выступил на «разогреве» у группы Uriah Heep в рамках программы фестиваля «Старый новый рок» в Екатеринбурге.
Осенью 2014 года компания Navigator Records выпустила второй студийный альбом группы. Считающий вторым альбомом релиз «Забей» (2013) является переизданием первого альбома с некоторыми изменениями в плейлисте, сделанными выпускающим лейблом.
22 августа 2017 года лидер группы А. Семёнов был обнаружен мёртвым на съёмной квартире. Через три месяца после этого был удалён Youtube-канал «Rabfaq», владельцем которого он был. В дальнейшем был запущен новый канал — «Рабфак ТВ», который ведёт А. Елин.

## Состав
До 2010 года состав держался в секрете, группа не давала концертов. Кроме того, концертный состав группы был непостоянен. Ядро проекта составляли:
- А. Семёнов — автор музыки, вокалист, сопродюсер.
- А. Елин — автор текстов, сопродюсер.

## «Рабфак 2.0»
Летом 2018 года А. Елин вместе с гитаристом последнего концертного состава группы Митей Злодеевым решили продолжать стилистическую и идеологическую линию «Рабфака». Вокалистом группы «Рабфак 2.0» стал солист театра Стаса Намина Иван Гуськов. Были выпущены новые сатирические песни: «Мы за мэра» о реновациях в Москве и «Артисту не надо пенсии» о пенсионной реформе. К лету 2019 года сформировался концертный состав Рабфак 2.0: в него также вошли оперная певица Настя Симулиди, бас-гитарист Андрей Гукленгоф («Бони Нем», «Тризна») и барабанщик Александр Смирнов («Амальгама»).
В пандемию COVID-19 марте-апреле 2020 года группа выпустила синглы «Нам не страшен „Коронавирус“», «Мы разбили печенегов», «Карантин (Е*анутые)» и др. В 2021 году вышли альбомы «Живая классика» с записанными вживую в студии песнями Александра Семёнова, и «Лайк Репост» с новыми, написанными участниками коллектива на слова Елина.

## Дискография

### Студийные альбомы
Рабфак
- 2012 — Наш дурдом
- 2014 — Прочь, демократия

Рабфак2.0
- 2021 — Живая Классика
- 2021 — Лайк Репост

### EP
- 2015 — Оставайся на нашей волне

### Переиздания
- 2013 — Забей (Наш дурдом)